# 野口義夫
野口 義夫（のぐち よしお、1905年6月6日 - 1993年4月6日）は、日本の経営者。西日本新聞社、テレビ西日本でそれぞれ社長と会長を務めた。

## 来歴・人物
東京都出身。1929年に東京帝国大学法学部を卒業し、同年に電通に入社した。1935年に福岡日日新聞社(のちの西日本新聞社)に転じ、常務、専務を経て、1963年に社長に就任。1969年に会長に就任し、1970年から顧問を務めた。一方で、1970年6月にテレビ西日本会長に就任し、1971年6月には社長に就任。1975年に再び会長に就任し、1977年に取締役相談役を経て、1980年6月から相談役を務めた。
1975年11月に勲二等旭日重光章を受章。
1993年4月6日心不全のために福岡市の福岡大学病院で死去。87歳没。